# شهر قمري

القمر خلال شهر قمري واحد، كما يرى من نصف الكرة الشمالي

الشهر القمري ويبدأ في اليوم الذي يولد فيه الهلال وينتهي في اليوم الذي يسبق الهلال الذي يليه. طول الشهر القمري 29 أو 30 ويمكن تحديد عدد أيامه مسبقاً عن طريق ما يسمى بالحسابات الفلكية. فالقمر يدور حول الأرض في فترة زمنية مقدارها 27 يوماً و 7 ساعات و43 دقيقة و 11.87 ثانية، في مدار بيضاوي اقرب ما يكون إلى الاستدارة ويقطع في كل ليلة حوالي (13 درجة). وهذه الفترة الزمنية تعرف بالشهر القمري النجمي.

## خلفية تاريخية
هناك أمم كثيرة تتخذ من القمر تقويمًا لحساب شهورها، من ذلك الهنود واليهود والصينيون وبلاد فارس القديمة. إلا أن العرب هم أشهر أمم العالم اعتماداً على القمر في تقويمهم منذ بدء تاريخهم حتى الآن. والشهر القمري هو المدة التي يتم فيها القمر دورة كاملة حول الأرض، وتقاس عادة من مولده إلى مولده التالي. يتعين هذا المولد بوقوع القمر بين الأرض والشمس في خط مستقيم عند بعض الناس، ويتعيّن عند آخرين برؤية الهلال رؤية بصرية عقب مولده بعد غروب الشمس. من أجل ذلك فابتداء الشهر القمري عند المسلمين أمر مختلف فيه، وينحصر هذا الخلاف في تحديد معنى رؤية الهلال، لكن لا يوجد خلاف في التحديد الفلكي كمبدأ الشهر.
هذا الخلاف ينحصر في أوجه أربعة هي: الشهر القمري (الحقيقي)، والشهر القمري (الوسطي)، والشهر القمري (الاصطلاحي)، والشهر القمري (الشرعي).
الشهر القمري الحقيقي ليست له فترة زمنية محددة ثابتة، بل تتراوح فترته بين 29 يومًا و19 ساعة في بعض الشهور و29 يومًا و5 ساعات في شهور أخرى.
أما الشهر الوسطي فمدته الزمنية ثابتة لكل الشهور ومقدارها 29 يومًا و12 ساعة و44 دقيقة و3 ثوان.
والشهر الاصطلاحي تكون الأشهر الفردية فيه 30 يومًا، وهي المحرم، ربيع الأول، جمادى الأولى، رجب، رمضان، ذو القعدة، بينما تكون الشهور الزوجية 29 يومًا، وهي صفر، ربيع الآخر، جمادى الآخرة، شعبان، شوال، ذي الحجة، إلا أنه يضاف يوم إلى ذي الحجة في السنة الكبيسة فيصير 30 يومًا.

## تعريف الشهر القمري
إن الشهر القمري يحدث بنظام دقيق متكرر كل شهر بعد (الاقتران) ثم (الإهلال)، وفق سنة كونية ثابتة لا تدخل للبشر في حصولها، وإنما يمكنهم مراقبة أشكال القمر المختلفة ومعرفتها وحسابها والتفريق بينها. كما أنَّ تقسيم السنة القمرية لاثني عشر شهرًا هو تقسيم طبيعي ناتجٌ عن اكتمال (12) دورة للقمر. وطول الشهر القمري لا يزيد عن (30) يومًا، ولا يقل عن (29) فلكيًا وشرعيًا.

تعتمد وجهة القمر على موقعه في مداره حول الأرض وعلى موقع الأرض في مدارها حول الشمس. هذا الشكل ينظر للأض من فوق الشمال (فوق القطب الشمالي). هنا دوران الأرض ومدار القمر كليهما عكس عقارب الساعة. يأتي ضوء الشمس من اليمين، كما هو مبين بالأسهم الصفراء. من هذا الشكل يمكننا أن نفهم مثلا، أن البدر سوف يشرق دائما من غروب الشمس وأن هلال آخر الشهر يكون أعلى الرأس حوالي الساعة التاسعة صباحا من التوقيت المحلي.

فالقمر يدور حول الأرض في فترة زمنية مدتها (27 يوما و7 ساعات و43 دقيقة و11 ثانية) أي تقريبا (27 يوما وثلث اليوم)، وهذه الفترة الزمنية تعرف بالشهر القمري النجمي. ولكن بعد انقضاء هذه المدة الزمنية من عمر القمر الوليد، لا يعود القمر للاقتران مرة أخرى، وذلك لأن الأرض تكون قد سبقت القمر بحوالي 27 درجة، وبما أن القمر يقطع في اليوم الواحد مقدار 13 درجة في المعدل، فإن القمر يحتاج لأكثر من يومين حتى يصبح في الاقتران، لذلك تصبح المدة الزمنية للشهر القمري الوسطي 29 يوماً و12 ساعة و44 دقيقة و3 ثوان، وليست هذه المدة الزمنية للشهر القمري الاقتراني دائماً، بل هي معدل مدة الشهر القمري الاقتراني، حيث تتغير مدة هذا الشهر من شهر لآخر، وذلك بسبب عدة عوامل مثل تغير سرعة القمر في دورانه حول الأرض، وتغير سرعة دوران الأرض حول الشمس، وتراجع عقدتي القمر وتغير العرض السماوي للقمر.

### لغةً
يعرف الشهر لغة بأنه مدة مشهورة بإهلال الهلال، وقيل: الشهر القمر، سمي بذلك لشهرته وظهوره، وقيل: هو العدد المعروف من الأيام، يشهر بالقمر، وفيه علامة ابتدائه وانتهائه، والجمع أشهر وشهور، والعرب تقول: رأيت الشهر، أي: رأيت هلاله. وقال الإمام الرازي: وأما الشهر فهو عبارة عن حركة القمر من نقطة معينة من فلكه الخاص إلى أن يعود إلى تلك النقطة. هذا، وقد ذكرت لفظة الشهر بالإفراد في القرآن الكريم اثنتي عشرة مرة، جاء نصفها تماما بالصيغة المعرفة الشهر، والنصف الآخر بالصيغة غير المعرفة شهر أو شهرا.
كما جاءت الإشارة إلى الشهر بالتثنية شهرين مرتين، وبالجمع سبع مرات، احداها بالصيغة المعرفة الشهور، والباقي بالصيغة غير المعرفة أشهر. ويعرف الشهر القمري فلكيا بأنه دورة القمر حول الأرض، منسوبة إلى موقع الشمس في صفحة السماء، وهي دورة معقدة يدخل فيها دوران القمر حول الأرض، ودورانه مع الأرض حول الشمس، ومع باقي أفراد المجموعة الشمسية حول مركز المجرة، وما فوق ذلك من حركات لايعلمها إلا الله تعالى.

### شرعاً
عن ابن عمر رضي الله عنهما أَن رسول الله ﷺ قال: (الشهر هكذا وهكذا وهكذا وعقد الإبهام في الثالثة، والشهر هكذا وهكذا وهكذا يعني تمام ثلاثين) متفق عليه، أي هو يدور بين (29) أو (30) يومًا. ولهذا: فإن لأهل العلم كلامًا فيما يتعلق ببعض الأحكام الفقهية المتعلقة بطول الأشهر، مثل: عدد الأيام التي يُطعم عنها من لم يستطع الصوم، عدد الأيام التي يصومها من كان عليه كفارة شهرين متتابعين، عدد الأيام التي يصومها من نذر أن يصوم شهرًا كاملاً، ونحوها.

### فلكياً
يعرف الشهر القمري فلكيا بأنه دورة القمر حول الأرض، منسوبة إلى موقع الشمس في صفحة السماء، وهي دورة معقدة يدخل فيها دوران القمر حول الأرض، ودورانه مع الأرض حول الشمس، ومع باقي أفراد المجموعة الشمسية حول مركز المجرة، وما فوق ذلك من حركات لايعلمها إلا الله تعالى. ولتباين سرعة كل دورة من هذه الدورات في جريها الحقيقي، وفي حركاتها الظاهرية التي نراها بها من على سطح الأرض فإن الحركة الظاهرية للشمس تبدو لنا أسرع من الحركة الظاهرية للقمر، وإن كان لكل منهما مداره المحدد الخاص به. ونتيجة لهذه الحركات المتعددة فإن القمر يمر بين الأرض والشمس فيكون وجهه المنير في اتجاه الشمس، ووجه المظلم في اتجاه الأرض، وتسمي هذه المرحلة باسم مرحلة المحاق أو مرحلة الاقتران؛ وبمجرد خروج القمر عن هذا الوضع يبدأ أهل الأرض في رؤية حافته المنيرة التي تؤذن بميلاد شهر قمري جديد.
دورة القمر حول الأرض تبلغ (27.321) يومًا، ثم يدخل القمر في طور (المحاق) و (الاستسرار) ويحدث (الاقتران)، ثم يكون (الإهلال) ويبدأ الشهر الجديد، ويستغرق ذلك ما بين يوم أو يومين، فيكون طول الشهر القمري إما (29) أو (30) يومًا، حسب وقت (الإهلال) الذي يختلف من شهرٍ لآخر لعوامل فلكية متعددة. وبتواصل دوران القمر حول الأرض تزداد مساحة الجزء المنير من سطحه المواجه لنا فيتحرك من الهلال الوليد إلي الهلال المتنامي، إلي التربيع الأول، إلي الأحدب المتنامي إلي البدر الكامل، ثم تبدأ مساحة الجزء المنير من سطح القمر المواجه لنا في التناقص التدريجي حتي المحاق، ويمر خلال فترة التناقص تلك بمراحل الأحدب المتناقص، ثم التربيع الثاني، ثم الهلال المتناقص إلي المحاق ليختتم شهرا قمريا، ويؤذن بميلاد شهر جديد مع هلال وليد جديد.

## مكان بدء الشهر
ذهب معدو التقاويم الحديثة إلى اشتراط تحديد مكان ما لبدء الشهر القمري، وقد استدلوا على هذا الاشتراط بقولهم: إنه لا بد من تحديد مكان معين ليكون أساسًا لعمل تقويم شهري، وإلا لزم منه أن تكون بداية الشهر القمري متنقلة من مكان لآخر بين بدايات الشهور، وهذا لا يصح. ثم اختلفوا في تحديد هذا المكان. وللتحديد صحة اشتراط مكان لتحديد بدء الشهر القمري. إن اشتراط تحديد مكان واحد دائم لبدء التقويم القمري غير دقيق، وذلك للأمور التالية:
1. أن الخطوة الأولى في بدء الشهر القمري وهو الاقتران بين الشمس والقمر والأرض حدث عام لا علاقة له بمكان محدد من الأرض، فقد يكون في شهر موازيًا لنقطة في إحدى البلدان العربية، وفي شهر آخر لنقطة في إحدى البلدان الأوربية، وآخر لنقطة في أحد البحار أو المحيطات، وهكذا.
2. ثم ما يتبع الاقتران من حدوث الإهلال: لا يكون مرتبطًا بمكانٍ مُحدَّد على سطح الأرض، بل يتنقل بين مختلف الأماكن من شهر لآخر.
3. بالرجوع إلى شروط بدء الشهر القمري: نجد أنَّ هذه الشروط لا تتوافر بشكل مستمر في بلدٍ ما عند بداية كل شهر، بل إنَّ البلدان تتفاوت فيما بينها في تحقق هذه الشروط. اتخاذ نقطةٍ معينة مكانًا دائمًا لتحديد بداية الشهر: يؤخر بداية الشهر القمري، حيث إن هذه الشروط لا بد أن تتخلف في هذا المكان في أحد الشهور، لكنها ستتحقق في مكانٍ آخر قبله.
4. بالإضافة إلى أن القول بوجوب عدم الاعتبار باختلاف المطالع وتوحيد بدايات الشهور القمرية بين البلدان يجعل هذه المسألة غير ذات أهمية، لأن إثبات الشهر في مكان ما هو إثبات لجميع الأرض، وهو ما يبين أنَّ الأصل إثبات الشهر: تحقق بدايته، لا أين يثبت.
5. لا خشية من عدم انضباط الشهور القمرية، حيث إن الشهر القمري محصور بين اقترانين منضبطين لا يتقدمان ولا يتأخران، وهما سبب انضباط طول الشهر القمري طبيعيًا بين (29) أو (30) يومًا.
6. من خلال تتبع هذه التقاويم يمكن ملاحظة أن معدي هذه التقاويم اقتصروا في تحديد هذه الأماكن على اليابسة، بل على الأماكن المأهولة منها، بينما تحقُّق شروط الشهر القمري لا تقتصر على هذه الأماكن، فقد يمكن أن تحدث فوق أي جزء من الأرض من اليابسة أو الماء، أو في مناطق نائية غير مأهولة.
7. أن التقاويم التي اعتمدت على اتخاذ نقطة ثابتة لبداية الشهر القمري قد وقعت في مخالفات عديدة لشروط الشهر القمري، كما سيأتي بيانها لاحقًا.

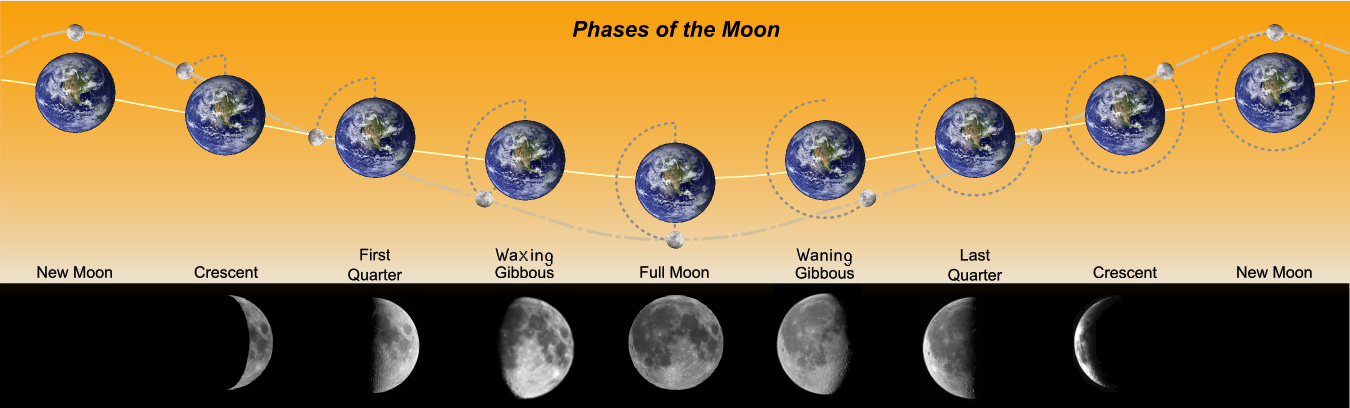
أوجه القمر, كما ترى من النصف الشمالي للكرة الأرضية. النصف الجنوبي من الكرة الأرضية سيرى الطور مدارا بمقدار 180°.

المقترح في تحديد بداية الشهر القمري أن تكون بداية الشهر القمري غير مرتبطة بمكانٍ محدَّد، ويكون إثبات الشهر القمري في جميع أنحاء الأرض إذا تحققت شروط إثباته في أي مكان، عملاً بما سبق من وجوب توحيد بدايات الشهور القمرية، بغض النظر عن تكرار إثبات دخوله في نقطة واحدة أم لا.
يلاحظ في شروق القمر ليلة بعد أخرى، حيث ان شروقه يكون متأخرا عن موعد شروقه في الليلة السابقة بمدة (51 دقيقة و26 ثانية). ويمكن حسابها تجاوزا على أنها 52 دقيقة وعلى هذا الحقيقة الفلكية فلو فرضنا ان القمر اشرق في هذا اليوم في الساعة 7 السابعة مساء فإنه سوف يشرق غدا بعد هذا الوقت بزيادة قدرها 52 دقيقة تقريبا، أي في الساعة 7:52 السابعة واثنين وخمسين دقيقة وبعد غد يطلع في الساعة 8:44 الثامنة وأربعة واربعين دقيقة وهكذا كل يوم يتأخر ظهور القمر 51 دقيقة و26 ثانية، نعتبرها مجازا 52 دقيقة.كما يلاحظ دائما في بداية الشهر القمري يكون مغيب الشمس متقاربا مع مغيب القمر ففي بعض الاحيان يغيب القمر قبل الشمس وهذا يعني ان الشهر القمري لم يدخل بعد حيث لا استهلال بعد المغيب وخصوصا في معرفة الأشهر المحددة مثل شهر رمضان وشهر شوال وشهر ذي الحجة.

## اكتمال الشهر القمري

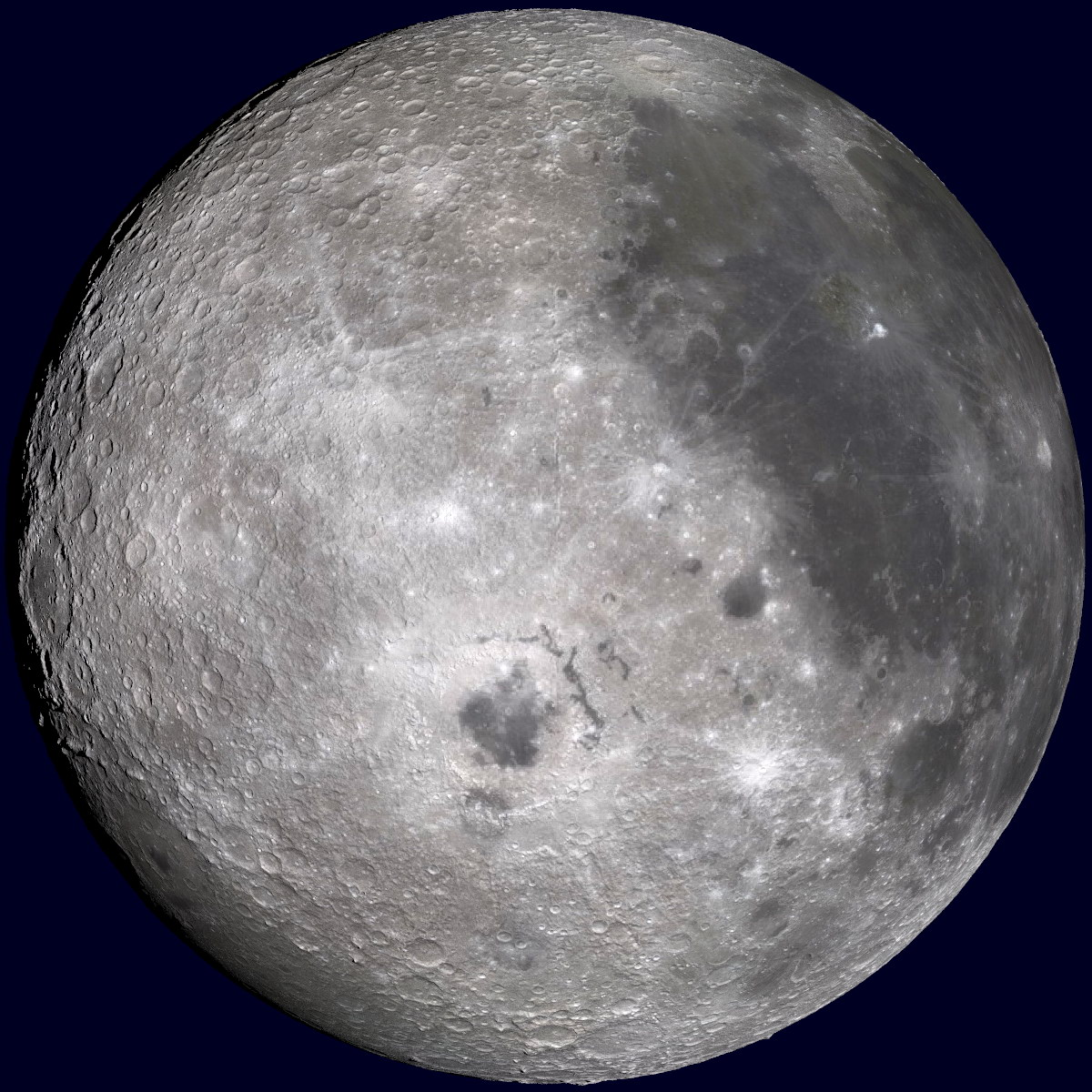
اكتمال القمر

يدور القمر حول نفسه، وحول الأرض بنفس السرعة المتوسطة المقدرة بنحو كيلومتر واحد في الثانية، فيواجه الأرض دائما بوجه واحد، وبذلك يصبح يوم القمر شهرا قمريا كاملا نصفه ليل، ونصفه نهار، وتفصل بين هذين النصفين دائرة قريبة من الدائرة العظمي تعرف باسم دائرة النور، كما تفصل بين مايري ومالايري من سطح القمر دائرة أخري تعرف باسم دائرة الرؤية؛ وهاتان الدائرتان تنطبقان في مرحلتي البدر الكامل (الاستقبال)، والمحاق (الاقتران أوالاجتماع)، وتتقاطعان بزوايا مختلفة في المراحل المتوسطة بين هذين الحدين؛ وتنشأ عن تطابقهما وتقاطعهما الأشكال المختلفة لوجه القمر المواجه للأرض: من المحاق إلي البدر الكامل، ومنه إلي المحاق الذي يليه. فعند تطابق دائرتي النور والرؤية في وضع الاقتران يكون القمر في المحاق، وفي وضع الاستقبال يكون القمر في البدر الكامل، وعند تقاطع هاتين الدائرتين فإننا نري جزءا من نصف القمر المنير، وجزءا من نصفه المظلم، ويبقي القمر في مرحلة الهلال المتنامي الذي يزداد حجمه بالتدريج حتي يصل إلي مرحلة التربيع الأول في اليوم السابع من الشهر القمري، ثم إلي مرحلة الأحدب المتنامي بعد مضي أحد عشر يوما من بدء الشهر القمري، ويصل إلي البدر الكامل بعد مضي أربعة عشر يوما أو نحوها من بداية الشهر القمري، ويصل إلي مرحلة الأحدب المتناقص بعد انقضاء أربعة أيام تقريبا علي مرحلة البدر، وبعد مضي 22 يوما تقريبا من الشهر القمري يصل إلي مرحلة التربيع الثاني، وفي الأيام الثلاثة التي تلي التربيع الثاني يصل القمر إلي مرحلة الهلال المتناقص، وفي آخر يوم من الشهر القمري يكون القمر قد أصبح بين الأرض والشمس علي استقامة واحدة فيدخل في مرحلة الاظلام الكامل أو المحاق، والمراحل الرئيسية في هذه الدورة التربيع الأول، البدر الكامل، التربيع الثاني، المحاق التي يستمر كل منها قرابة الأيام السبعة كانت أساس تقسيم الشهر القمري إلي أربعة اسابيع.
وفي دورة القمر حول الأرض فإنه يمر عبر برج من بروج السماء الإثني عشر في كل شهر حتي يعود إلي البرج الذي بدأ به مع فروق تقدر بنحو 11 يوما، وبذلك تتحدد سنة كاملة. كذلك يمر القمر في كل ليلة بمكان معين من البرج الشهري، وينسب هذا المكان إلي عدد من النجوم التي تبدو ظاهريا أنها قريبة من القمر، وتعرف هذه المواقع باسم منازل القمر أي أماكن وجود القمر في كل ليلة من ليالي الشهر القمري بالنسبة إلي نجم معين أو مجموعة نجمية محددة؛ وعدد هذه المنازل ثمانية وعشرون منزلا بعدد الليالي التي يري فيها القمر، ومتوسط مدة كل منها 13 يوما بالنسبة إلي السنة الشمسية.
مما يعني ان القمر يقطع 365 درجة وهو العدد المساوي لدرجات البوصلة تسمى هذه الدورة الكاملة للقمر (بالشهر القمري) والتي هي دورة كاملة حول الكرة الارضية. وخلال مدة دوران القمر تكون الأرض أيضا هي قد دارت حول الشمس في مدارها (27 درجة) والتي تعادل شهرا قمريا. ولكي يعود القمر إلى الموقع الذي بدأ منه بعد ان دار حول الأرض دورة كاملة لابد له ان تدور الأرض هي أيضا حول الشمس (27 درجة) وهي ما تعادل الشهر تقريبا. أو بصورة ادق مدة (29 يوما ونصف اليوم) نرى من خلال هذه الفترة اشكالا لأوجه القمر مبتدأ هلالا ثم محاقا ثم متحولا إلى بدر في منتصف الشهر حتى يعود القمر ثانية إلى هلال كما بدأ.
وفترة نصف اليوم هذه جعلت هناك اشكالية في عملية حساب السنة القمرية ولحل هذه الإشكالية فقد قام علماء الفلك القدماء بتقسيم الأشهر القمرية إلى قسمين متناصفين 6 أشهر تامة وتكون مدة الشهر فيه 30 يوما و6 أشهر ناقصة وتكون مدة الشهر فيه 29 يوما كما ذكرنا في مقالنا عن السنة القمرية. كما اتم استنباط نظام السنة الكبيسة واختاروا شهر ذي الحجة الذي هو آخر شهور السنة والذي مدته 29 يوما في ان يكون هو الشهر الذي يضاف اليه اليوم في السنة الهجرية الكبيسة كما هو الحال في شهر فبراير الذي مدته 28 يوما في السنة الميلادية يضاف اليه يوما ليصبح 29 يوما في السنة الكبيسة.

## الشهور القمرية
الشهور القمرية متشابهة فيما بينها، ويمكن تقسيم هذا التشابه إلى قسمين:
1. تشابه فلكي : فجميع الشهور القمرية مُتشابهة فيما بينها بالكيفية نفسها : فسببها : دوران القمر حول الأرض، وكيفيتها: اقتران ثم إهلال.
2. تشابه شرعي : فينبغي أن تنطبق الأحكام الشرعية نفسها على جميع الشهور من حيث ثبوت الدخول والخروج.

ويدل على هذا التَّشابه ما يلي:
أولاً : أنَّ تقسيم السنة إلى شهورٍ معينة، معلومة العدد، واضحة البداية والنهاية هو تقسيم توقيفي رباني، وأنَّ تغييره أو التلاعب به كفرٌ يستحق فاعله الذَّمَّ والعقاب، قال تعالى: (إِنَّما النّسيء زيادة فِي الْكفر يضل به الذين كفروا يحلونه عامًا ويحرمونهُ عاما ليواطئوا عدة ما حرّم الله فيحلوا مَا حرّم اللَّهُ زين لهم سوء أَعمالهم واللَّهُ لَا يهدي القوم الكافرين) [التوبة: 37]. والنَّسيءُ: التأخير، والمقصود به تأخير الشهر الحرام إلى ما بعده من الشهور، حيث كانت عادة العرب في الجاهلية أنهم يغيرون في ترتيب الأشهر القمرية، فيستحلون الشهر الحرام، ويحرمون الشهر الحلال بدلاً عنه، فذمهم الله تعالى بهذا الفعل. ولا يمكن ضبط الأشهر الحُرم بالإضافة إلى شهري رمضان وذي الحجة إلا بضبط بقية شهور السنة.
ثانيًا: أن جميع الشهور يتحرى هلالها لإثبات دخولها :
فعن الحكم بن الْأعرج قال: (جَلَسْتُ إِلَى ابْنِ عَبَّاسٍ وَهُوَ مُتَوَسِّدٌ رِدَاءَهُ عِنْدَ بِئْرِ زَمْزَمَ، فَجَلَسْتُ إِلَيْهِ وَكَانَ نِعْمَ الْجَلِيسُ، فَسَأَلْتُهُ عَنْ عَاشُورَاءَ، فَقَالَ: عَنْ أَيِّ بَالِهِ تَسْأَلُ؟ قُلْتُ: عَنْ صِيَامِهِ، قَالَ: إِذَا رَأَيْتَ هِلَالَ الْمُحَرَّمِ فَاعْدُدْ، فَإِذَا أَصْبَحْتَ مِنْ تَاسِعِهِ فَصُمْ ذَلِكَ الْيَوْمَ، قُلْتُ: أَهَكَذَا كَانَ يَصُومُهُ مُحَمَّدٌ ؟ قَالَ: نَعَمْ) رواه أحمد. فابن عباس رضي الله عنهما أرشد من يسأله عن كيفية صيام العاشر من شهر محرَّم إلى أن يتحرَّى هلال شهر محرم، فإن رآه فقد عَلمَ وثبتَ لديه أنَّ الشهر قد دخل، فعند ذلك يصوم اليوم العاشر منه. وفيه دليلٌ على أنَّ الصحابة رضي الله عنهم كانوا يتحرَّون دخول بقية الأشهر بناء على أمر النبي ﷺ لهم بذلك.
ثالثا: أن جميع الشهور تتعلق بها أحكام شرعية وعبادات معينة، وأداء هذه العبادات مرتبط بتوقيت معين؛ لذا لا سبيل إلى القيام بها إلا بضبط دخول جميع هذه الشهور، ومن هذه العبادات :
1. صيام الأيام البيض وهي أيام الثالث عشر والرابع عشر والخامس عشر من كل شهر ، وتتوقف معرفتها على إثبات الشهر.
2. الأشهر الحُرم ، وتتوقف على معرفتها عددٌ من الأحكام.
3. ثبوت أشهر الحج وما يتبعه من معرفة شهر ذي الحجة ويوم عرفة.
4. صيام يوم عاشوراء ، وهو اليوم العاشر من شهر المحرم.
5. صيام التطوع في شهر شعبان.
6. صيام شهر محرم.
7. صيام شهر رمضان.
8. الامتناع عن صيام يوم الشك، وهو آخر يوم من شهر شعبان قبل رمضان، ولا تكون معرفة يوم الشك إلا بمعرفة دخول شهر شعبان.

رابعا : أن في معرفة الشهور وبداياتها ضبطُ الأوقات ومعرفة السنين، وهو راجع إلى إدراك أهمية (التقويم) وأنه الغاية من معرفة علم الأهلة. يتضح من جميع ما سبق أنَّ الشهور القمرية مُتشابهةٌ فيما بينها من الناحية الشرعية؛ لذا فما يصدق على أحدها يصدق على بقيتها فيما يتعلق في موضوع إثبات دخول الشهور القمرية.
لكن يظهر اقتصار بحث معظم الفقهاء والباحثين قديمًا وحديثًا على أحكام دخول وخروج شهر رمضان، وبدرجة أقل شهر ذي الحجة، ثم انتقل هذا الاهتمام والحصر لعموم الناس، أما بقية الأشهر وما فيها من مواسم عبادات فلا تكادُ تُذكر أو تُبحث، بل ذكر العديد من أهل العلم: أنَّ ضبط مواقيت بقية شهور السنة أمر مستحب، وغير واجب.

### علاقتها بالتقاويم
يعرف اليوم بأنه زمن دوران الأرض حول نفسها دورة كاملة، وهو وحدة زمنية غير ثابتة لأسباب تتعلق بحركة الأرض على مدار بيضاوي، فسرعتها غير ثابتة، وعلى فرض أن مدار الأرض حول الشمس دائري، فطول اليوم الشمسي الحقيقي لا يكون ثابتًا إلا إذا كان فلك البروج منطبقا على دائرة المعدل.
وزيادة على ذلك فإن السنة الشمسية تحتوى على 12.368 شهرًا قمريًا وهذا يجعل السنة الشمسية تحتوي على 12 شهرًا قمريًا وحوالى 11 يومًا، ويتضاعف هذا العدد إلى 24 شهرًا قمريًا و 22يومًا في عامين شمسيين ، وإلى 36 شهرًا قمريًا وأكثر من 33 يومًا في ثلاث سنوات، وهو ما يعادل 37 شهرًا قمريًا و3 أيام ونصف اليوم (بعد تجميع الكسور)، وعلى ذلك فإذا كنا سنحسب السنة القمرية 12 شهرًا قمريًا، فستنشأ هناك علاقة توفيقية وهي أن كل 33 سنة قمرية تساوي 32 سنة شمسية، تبدءان وتنتهيان حسابيًا في نفس الميعاد، وهذه الفترة أطول من السنة بكثير.
ولو وجدت أيّ علاقة بسيطة ما بين طول اليوم وطول العام، أي ما بين زمن دوران الأرض حول محورها وزمن دورانها حول الشمس، لما شكّل حساب الأيام في السنة صعوبة كثيرة، وهذا صحيح أيضا بالنسبة لحساب الأيام في الشهر القمري، إلا أن طول السنة الشمسية في وقتنا الحالي يمثل 365 يومًا وخمس ساعات و48 دقيقة و46.1 ثانية (وبدقة تصل إلى عشر ثانية)، أما طول الشهر القمري فهو 29 يومًا و12 ساعة و44 دقيقة و 2.8 ثانية، وبمقارنة هذه الأعداد مع بعضها البعض نجد أنه من السهل التأكد أنه لا توجد علاقة بسيطة ما بين طول السنة أو الشهر القمري وبين طول اليوم بأية أعداد دقيقة صحيحة كانت أم كسرية، ولذلك فمن الصعب وضع نظام مناسب بسيط لحساب الأيام في الشهر وفي السنة، ويتضح هذا بجلاء من أنه منذ الأزمنة القديمة وحتى أيامنا هذه وضعت مئات من هذه النظم، لا تعتبر كلها بما في ذلك النظام العالمي المتبع الآن دقيقة بما فيه الكفاية، وقد أسهمت شعوب مختلفة في عملية وضع وإقرار تقويم جيد، وحاول كثير من العلماء والفلاسفة والرهبان والأحبار والشعراء والحكام تجربة مقدرتهم لوضع واستخدام هكذا تقويم.
إن أي تقويم مبني على أسس علمية يحتوي على عناصر هامة، أهمها: العصر (بداية عد السنين)، وأسماء الشهور، وطول الشهر بالأيام، وأسماء الأيام، وأوقات الشروق والغروب، وربما يشمل التقويم على أكثر من نظام، كأن يكون مشتملًا على تاريخ قمري (الهجري القمري مثلا)، أو شمسي قمري (العبري مثلا).. فكيف اهتدى الإنسان القديم إلى هذه العناصر، وكم أخذت من الوقت حتى صارت بهذا الشكل الذي نألفه، إنه بلا ريب نتاج جهود جمهرة كبيرة من العلماء، وثمرة حضارات الشعوب، ولا يستطيع شعب ما أن يدّعي أن الفضل كاملًا له في هذا الإبداع.

## عدد أيام الشهر
لا يمكن أن يأتي رمضان ولا غيره من الشهور القمرية أقل من تسعة وعشرين يوماً، فالشهور القمرية كلها لا يمكن أن تكون أكثر من ثلاثين يوماً ولا أقل من تسعة وعشرين؛ لما في الصحيحين وغيرهما أن النبي صلى الله عليه وسلم ذكر رمضان فضرب بيديه فقال: الشهر هكذا، وهكذا، وهكذا، ثم عقد إبهامه في الثالثة، فصوموا لرؤيته وأفطروا لرؤيته، فإن أغمي عليكم فاقدروا له ثلاثين. قال البخاري في صحيحه: يعني مرة تسعة وعشرين ومرة ثلاثين. وكانت العرب تسمي كل ثلاث ليال من الشهر باسم، فالثلاث الأول: الغرر، والتي تليها: النفل، والتي تليها: التسع، والتي تليها: العشر، ثم البيض، ثم الدرع، ثم الظلم، ثم الحنادس، ثم الدآدي، ثم المحاق.

## السنة القمرية
تعرف السنة القمرية بالفترة الزمنية التي يتم فيها القمر اثنتي عشرة دورة كاملة حول الأرض؛ وتستغرق هذه الفترة (354.37 يوم) لأن متوسط عدد الأيام في كل شهر قمري هو نحو (29.53 يوم)، ولما كانت كسور الأيام لاتدخل في حساب الشهور، ولا في حساب السنين اعتبرت السنة القمرية مساوية للرقم الصحيح (354 يوما)، وتعرف بالسنة القمرية البسيطة، وتتجمع الكسور لتتم يوما كاملا مرة كل ثلاث سنوات تقريبا تصبح مدة السنة القمرية فيها (355 يوما)، وتعرف باسم السنة القمرية الكبيسة، وتظهر 11 مرة في كل 30 سنة تقريبا. والتعبير اللغوي سنة مستمد من (سنا)، (سنيو)، بمعني دار يدور حتي يعود إلى مكانه الأول، وكذلك تعبير الحول مستمد من حال يحول، وهو بنفس المعني، كما أن السنة هي أول السن.
وتعتمد السنة القمرية كمقياس زمني في التقويم الهجري والمعتمد في الدين الإسلامي كمقياس زمني لاتخاذ الأحكام الشرعية. والسنة القمرية 12 شهرا في الدين الإسلامي، وهي: محرم، صفر، ربيع الأول، ربيع الثاني، جمادى الأول، جمادى الثاني، رجب، شعبان، رمضان، شوال، ذو القعدة، وذو الحجة. الشهر القمرى عند عامة الناس إما أن يكون 29 أو 30 يوماً، أما عند الفلكيين فإنه يكون 28 يوماً فقط. وبذلك يكون هناك يومان يدخل فيهما القمر فترة المحاق، ويكون القمر مختفيا تماما.

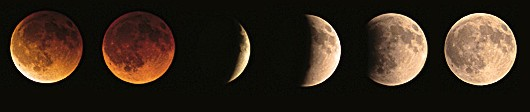
أوجه القمر.